# Santa Victoria Oeste
Santa Victoria Oeste é um município da província de Salta, na Argentina.